# Radio24syv
Radio24syv war ein dänischer Radiosender im Besitz eines Konsortiums aus Berlingske Media und PeopleGroup. Unternehmenssitz ist Kopenhagen. Als Public service–Programm wird der Betrieb mit staatlichen Zuschüssen gefördert.

## Geschichte
Die Idee zur Gründung des Senders entstand 2010 als Folge politischer Auseinandersetzungen um die Vergabe der dänischen Frequenzketten. Die Regierung Lars Løkke Rasmussen I wollte eine Alternative zum öffentlich-rechtlichen Danmarks Radio (DR) schaffen. Durch die Zustimmung der Regierungsparteien Venstre und Konservative sowie der rechtspopulistischen Dansk Folkeparti und der neoliberalen Liberal Alliance wurden die Frequenzen des DR-Kulturkanals P2 ausgeschrieben.
Nachdem andere Interessenten ob redaktioneller Vorgaben durch die Politik abgesprungen waren, erhielten Berlingske Media und die PeopleGroup für acht Jahre den Zuschlag für die Frequenzen und die ausgeschriebenen 93 Millionen Dänischen Kronen aus Rundfunkgebühren jährlich. Am 1. November 2011 nahm Radio24syv den Sendebetrieb auf. Der Sender muss sich wegen der Mittel aus Rundfunkgebühren nach den Standards des öffentlich-rechtlichen Rundfunks in Dänemark prüfen lassen.
Nach den ersten 25 Sendewochen galt das Projekt Radio24syv als Misserfolg. Der Großteil der Sendungen erreichte einer Umfrage zufolge weniger als 5000 Hörer. Inzwischen hat sich die Hörerzahl stetig verbessert, sie liegt aber weiterhin deutlich hinter der von P1, dem DR-Programm, dem der Sender dem Willen der politischen Initiatoren um Kulturminister Per Stig Møller nach Konkurrenz machen sollte.
Im März 2019 kündigte Radio24syv an, seine [veraltet] zum 1. November 2019 auslaufende Zuteilung der landesweiten, ehemals von P2 genutzten UKW-Frequenzkette nicht mehr zu verlängern und den Sendebetrieb einzustellen. Grund ist die nicht eingehaltene Prämisse, dass mindestens 70 Prozent der Redaktion über 110 Kilometer von Kopenhagen entfernt liegen müsse. Die Mitarbeiter hätten sich jedoch einem Umzug nach Westdänemark verweigert.

## Konzept und Programm
Der Sender ging mit dem selbst gewählten Konzept auf Sendung, rund um die Uhr („24sieben“) ausschließlich Wortbeiträge zu senden – also auf Musik zum Zweck der Unterhaltung zu verzichten. Vorgabe war und ist es hingegen unter anderem, wöchentlich nicht weniger als 20 Stunden Kulturprogramme und 30 Stunden Aktuelles zu senden. Zudem sollen mindestens zwei Stunden selbst produzierte Nachrichten täglich gesendet werden, rund um die Uhr stündlich und mindestens fünf Minuten lang.

## Persönlichkeiten
Jørgen Ramskov übernahm die Geschäftsführung, Suzanne Moll den Posten der verantwortlichen Chefredakteurin. Redaktionsleiter Programm wurde der bekannte Journalist und Dokumentarfilmer Mads Brügger an der Seite Mikael Bertelsens. Patrick Bay Damsted wurde Chef für „Digitales“. Ende 2012 kündigte Moll ihren Vertrag, Brügger wurde mit sofortiger Wirkung entlassen. Nach nur einem Monat allerdings wurde Brügger wieder an alter Stelle eingestellt.